# زن گسنر
زن گسنر (انگلیسی: Zen Gesner؛ زادهٔ ۲۳ ژوئن ۱۹۷۰) یک هنرپیشه اهل ایالات متحده آمریکا است. وی از سال ۱۹۹۴ میلادی تاکنون مشغول فعالیت بوده‌است.

## گزیده فیلمشناسی
از فیلم‌ها یا برنامه‌های تلویزیونی که وی در آن نقش داشته‌است می‌توان به آثار زیر اشاره کرد.
- سردسته (۱۹۹۶)
- دوستان (فصل ۵) (۱۹۹۹-۱۹۹۸)
- هال ظاهربین (۲۰۰۱)
- پرورش داده (۲۰۰۱)
- قتل در تعطیلات (فیلم) (۲۰۰۴)
- تب استقرار (۲۰۰۵)
- فیلم ۴۳ (۲۰۱۳)